# Johannes Itten

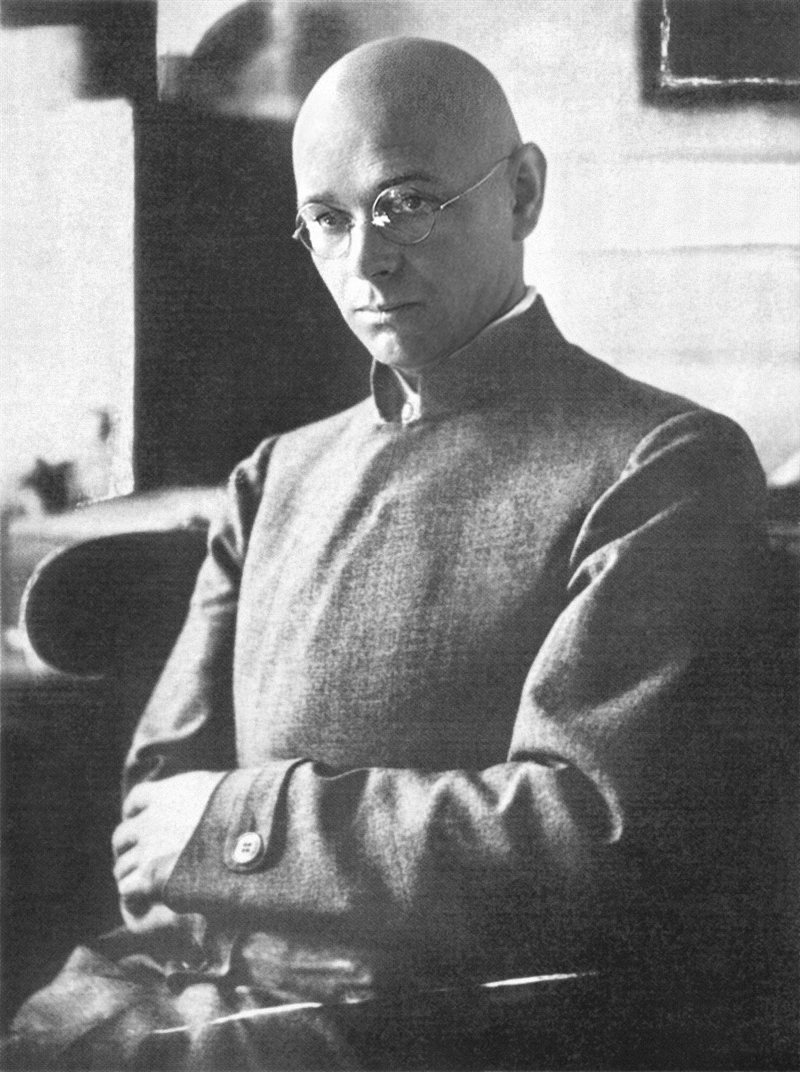
Johannes Itten

Johannes Itten (* 11. November 1888 in Wachseldorn, Kanton Bern, Schweiz; † 25. März 1967 in Zürich) war ein Schweizer Maler, Kunsttheoretiker, Kunstpädagoge und lehrender Meister am Bauhaus in Weimar. Itten zählt zu der Zürcher Schule der Konkreten. Er entwickelte eine Farbenlehre und gilt als Begründer der Farbtypenlehre.

## Leben und Wirken

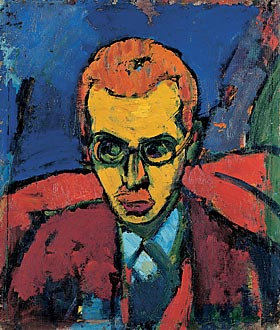
Hermann Stenner: Bildnis Johannes Itten, 1913

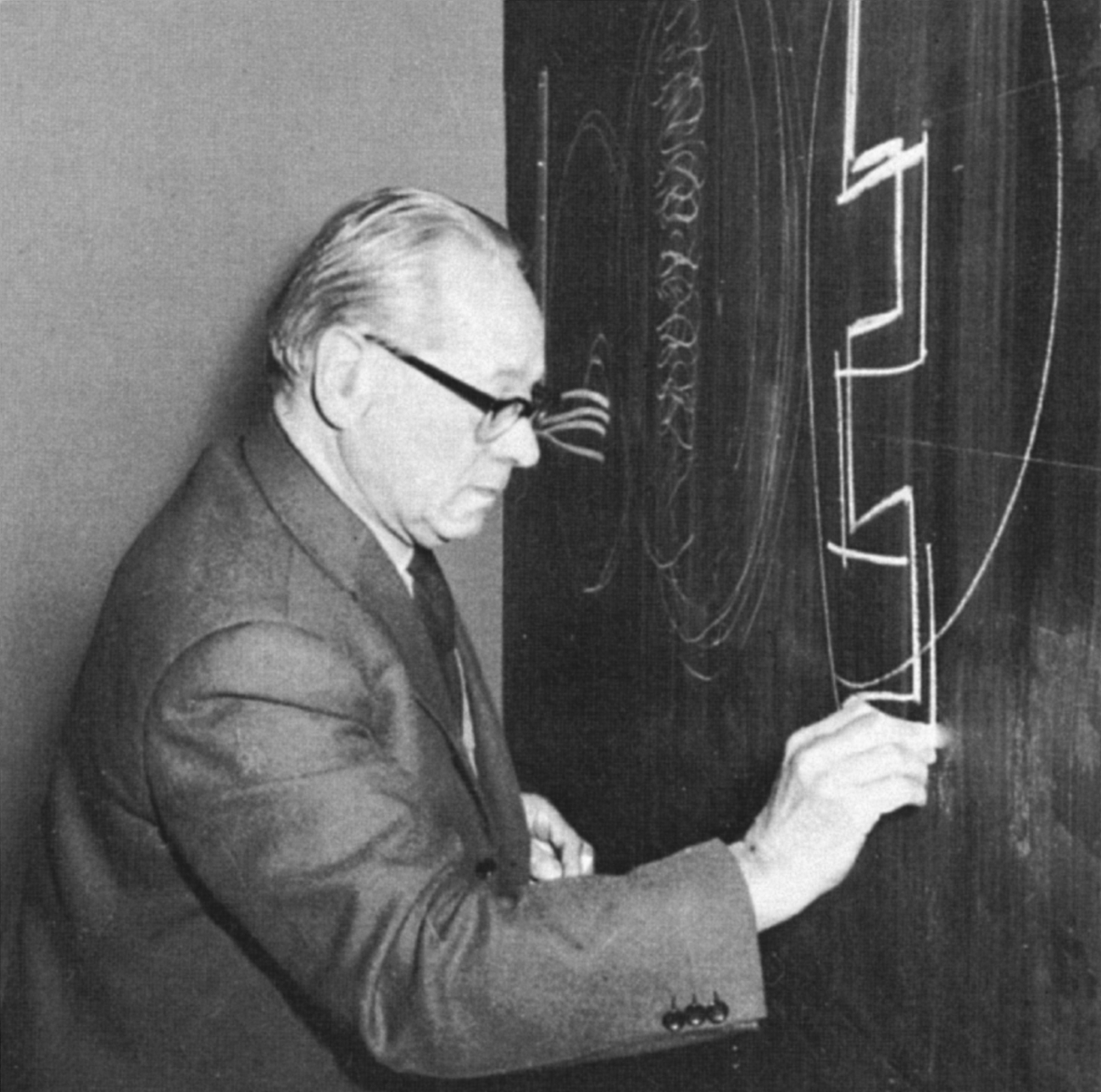
Johannes Itten als Lehrer, 1954

Johannes Itten war der Sohn eines Lehrers und Bergbauern. Als er vier Jahre alt war, starb sein Vater, drei Jahre später sein Bruder. Bis er zehnjährig war, durchlebte er einen harten Bauernalltag mit einem strengen Stiefvater, danach kam er zu einem Onkel nach Thun und besuchte ab 1904 das Lehrerseminar in Hofwil im Kanton Bern. Dort lernte er die progressiven Ideen der Reformpädagogik durch den jungen Seminardirektor Ernst Schneider kennen. Ab 1908 unterrichtete Itten für kurze Zeit als Lehrer in einem bernischen Dorf, bevor er von 1909 bis 1910 an der Kunsthochschule in Genf studierte. Vom akademischen Lehrbetrieb war er enttäuscht. Er ging wieder nach Bern zurück, um sich dort in den Jahren 1910 bis 1912 als Sekundarlehrer in den Fächern Physik, Mathematik und Chemie ausbilden zu lassen. Im Wintersemester 1912/1913 studierte Itten erneut an der Kunstakademie in Genf. Er belegte dort einen Kurs bei Eugène Gilliard (1861–1921), wo er mit den geometrischen Formelementen und ihren Kontrasten in Berührung kam.
Von 1913 bis 1916 lebte Itten in Stuttgart. Er wurde Schüler von Adolf Hölzel an der Stuttgarter Akademie. Dort kam er mit Ida Kerkovius, Oskar Schlemmer, Willi Baumeister und Hermann Stenner, die dem Hölzel-Kreis angehörten, in Kontakt. 1914 war er bei der Stuttgarter Ausstellung des Verbandes der Kunstfreunde in den Ländern am Rhein im sogenannten „Expressionisten-Saal“, den Hölzel zusammengestellt hatte, mit einem Werk vertreten. Bei der erstmals Lehrer und Schüler gemeinsam versammelnden, namengebenden Ausstellung «Hölzel und sein Kreis», die 1916 in Freiburg im Breisgau und 1917 in Frankfurt am Main stattfand, trat Itten mit mehreren Werken sowie einem Fragmentarisches betitelten, insbesondere Probleme wie «Formkünstler» und «Mittel der Darstellung» fokussierenden Katalogtext in Erscheinung. Noch Jahrzehnte später, 1963, faszinierte ihn «Adolf Hölzel und sein Kreis», wobei ihm Hölzel als „Mitte und ruhender Punkt in der komplizierten Symbolform“ galt. Mit einer repräsentativen Werkauswahl war er 1961 in die von Wolfgang Venzmer besorgte Ausstellung des Württembergischen Kunstvereins Stuttgart „Hölzel und sein Kreis“ einbezogen gewesen.
Für Itten war Adolf Hölzel wegweisend, übernahm er doch dessen allgemeine Kontrastlehre und folgerichtig auch dessen Farbenkontrastlehre, ferner die Praxis der Bildanalysen, das Experimentieren mit abstrakten Collagen (Materialmontagen), die gymnastischen Übungen und das sog. automatische Zeichnen.

Während des Ersten Weltkrieges übersiedelte Itten nach Wien, wo er zur Sicherung des Lebensunterhaltes eine eigene Kunstschule gründete. Sein künstlerisches Schaffen und seine pädagogische Arbeit bilanzierte er: 

„Geometrische und rhythmische Formen, Probleme der Proportionen und der expressiven Bildkomposition wurden durchgearbeitet. Neu waren die Aufgaben mit Texturen und das Ausarbeiten der subjektiven Formen. Neben der Lehre von den polaren Kontrasten brachten die Übungen zur Lockerung und Konzentration der Schüler erstaunliche Erfolge. Der schöpferische Automatismus wurde von mir als einer der wichtigsten Faktoren künstlerischen Schaffens erkannt. Ich selbst arbeitete an geometrisch-abstrakten Bildern, die auf sorgfältigen Bildkonstruktionen beruhten.“

 In Wien lernte er Walter Gropius kennen, der ihn 1919 als einen der ersten Lehrer an das Staatliche Bauhaus in Weimar berief. Itten war dort von 1919 bis 1923 als „Lehrender Meister“ (Formmeister mehrerer Werkstätten) tätig und prägte es durch den zusammen mit Gertrud Grunow aufgebauten Vorkurs. Vorübergehend war er auch Dozent für Wand- und Glasmalerei.
Nach Meinungsverschiedenheiten mit Walter Gropius schied Itten 1923 aus dem Bauhaus aus, um sich 1923 bis 1926 in Herrliberg bei Zürich der Mazdaznan-Tempel-Gemeinschaft anzuschliessen. Dort gründete er die „Ontos-Kunstschule“ für Naturstudium, Komposition, Form- und Farblehre und Graphik sowie die „Ontos-Werkstätten“ für Handweberei, Smyrna-Teppichknüpferei und Gobelins.

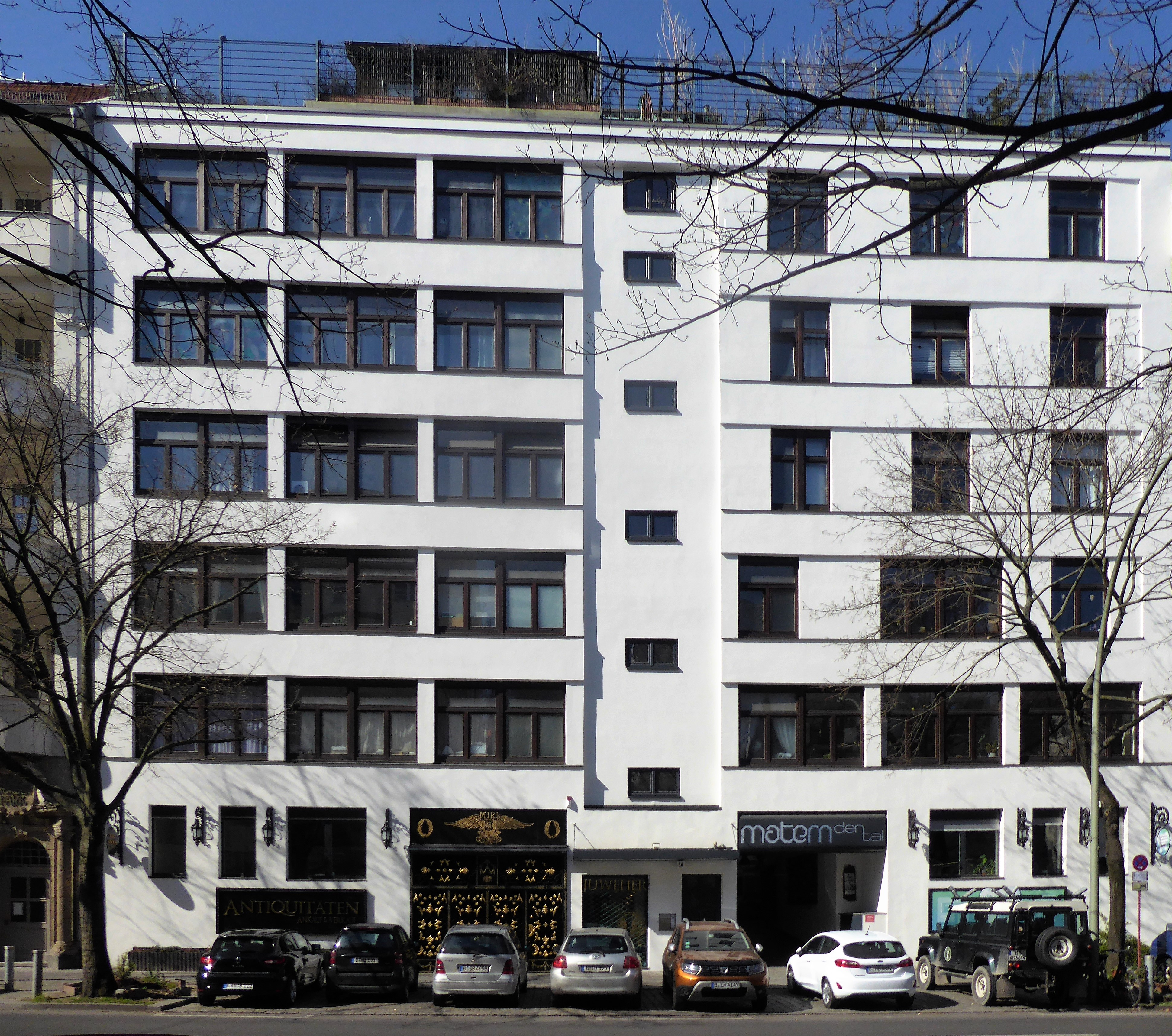
Ehemalige Itten-Schule, Wilmersdorf, Konstanzer Straße 14

1926 bis 1934 führte Itten eine eigene Schule in Berlin, an der 1929 Max Debus, Fred Forbát, Friedrich Köhn, Lucia Moholy-Nagy, Georg Muche, Julius Pap, Max Bronstein und der Fotograf Umbo lehrten. 1932 bis 1938 leitete er die Höhere Fachschule für textile Flächenkunst in Krefeld. Daneben wirkte er als Gastdozent an der Kunstgewerbeschule Stettin (auch: Werkschule für gestaltende Arbeit) und war gemeinsam mit deren Leiter Gregor Rosenbauer Initiator der von 1930 bis 1933 bestehenden Künstlergruppe Das Neue Pommern. Das Ladengeschäft und die Inneneinrichtung am Firmensitz der Erich Hamann Schokoladenfabrik Berlin-Wilmersdorf wurden von ihm 1928 entworfen.
1934 schlossen die Nationalsozialisten Ittens Berliner Schule, in Krefeld wurde ihm 1937 gekündigt. 1937 wurden in der Nazi-Aktion „Entartete Kunst“ Ittens Werke aus deutschen Museen und öffentlichen Sammlungen entfernt.
Itten ging zunächst in die Niederlande. Kurz vor seiner geplanten Weiterreise in die USA erhielt er den Ruf an die Kunstgewerbeschule Zürich und war von Dezember 1938 bis April 1954 deren Direktor. Ab 1943 leitete er die Textilfachschule und von 1952 bis 1956 das Museum Rietberg. Ab August 1953 unterrichtete Itten an der neu gegründeten Hochschule für Gestaltung Ulm die ersten 21 Studenten.
Ittens Unterrichtsmethoden sind von seinen eigenen Erfahrungen als Kunstturner geprägt, indem er die Prinzipien der Trainingslehre auf das Lernen von Fertigkeiten anwandte, da er von der pädagogischen Funktion des Sports überzeugt war.
Johannes Itten und seine Frau Anneliese (1913–2002) hatten zwei Söhne und eine Tochter. Marion Lichardus-Itten, Prähistorikerin, und Sohn Klaus Itten (1944–2023), Professor an der Universität Zürich, waren beide schon Präsidenten des Stiftungsrats der Johannes-Itten-Stiftung. Die Stiftung wurde 1992 von Anneliese Itten gegründet. Sie ist am Kunstmuseum Bern ansässig und dient der Bewahrung, Erforschung und Publikation von Ittens Werk.
Der schriftliche Nachlass des Künstlers wird von der Zentralbibliothek Zürich verwahrt. Im Rahmen eines gemeinschaftlichen Archiv-Projekts von der Swiss Art Research Infrastructure (SARI), der Universität Zürich und der Zentralbibliothek Zürich wurde 2021 bis 2023 die Linked-Open-Data-Applikation Johannes Itten Linked Archive (JILA) erarbeitet. Die daraus entstandene Website stellt die Beziehungsnetze um Johannes Itten dar, wie sie aus den digitalisierten Archivalien der Zentralbibliothek ersichtlich werden.

## Ittens Farbtheorie

Farbkreis nach Johannes Itten (1961)

Konstruktion des Farbkreises, animiert

Durch seine Lehrtätigkeit und die Arbeit mit Studenten am Bauhaus wurde Johannes Itten zum Begründer der Farbtypenlehre. Itten betrieb neben seiner Lehrtätigkeit als Kunstmaler am Bauhaus Weimar auch Untersuchungen zur Wirkung von Farben. Dabei interessierte ihn als Maler das Zusammenwirken von Form und Farbe. Sowohl die Zuordnung von Farben zu Formen als auch das umgekehrte Verhalten brachte ihm bei der Zusammenarbeit mit seinen Schülern weiterführende Kenntnisse, die in seine Theorie einflossen.
Johannes Itten hat eine Farbenlehre (Hauptwerk: Kunst der Farbe, 1961) aufgestellt. Die ursprünglich von seinem Lehrer Adolf Hölzel entwickelte und später von Itten ausgearbeitete Theorie der «Sieben Farbkontraste» wird an verschiedenen Kunsthandwerk- und Kunsthochschulen gelehrt. Eine wichtige Vorarbeit zu Kunst der Farbe (1961) war der Vorkurs «Analysen alter Meister». Er wurde zusammen mit der «Farbenkugel in 12 Tönen und 7 Lichtstufen» in der Publikation Utopia 1921 in Weimar veröffentlicht.

## Religion

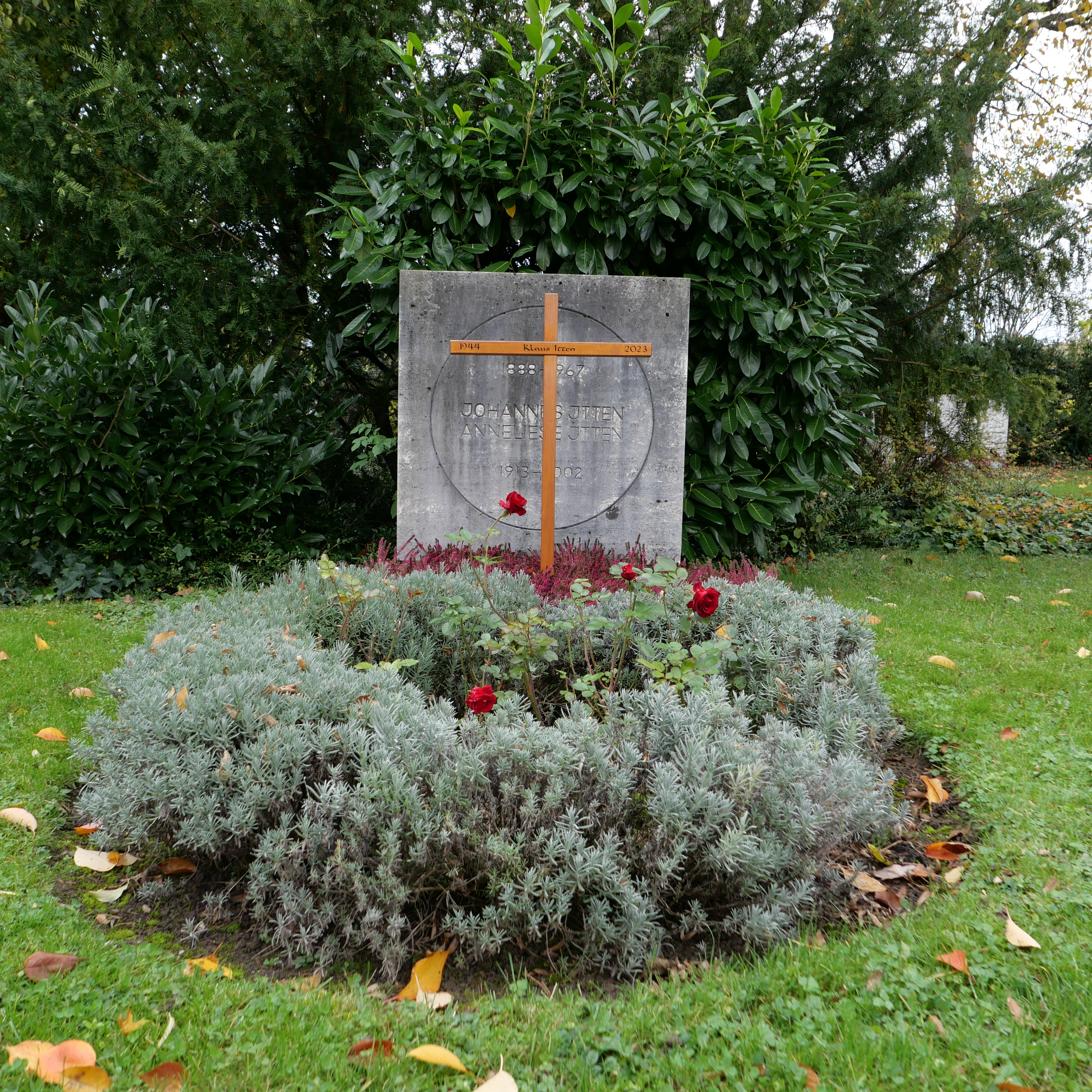
Ittens Grab, in dem auch seine zweite Frau Anneliese und Sohn Klaus bestattet sind.

Itten war einer der bekanntesten Anhänger des Mazdaznan, einer durch Otoman Zar-Adusht Ha’nish begründeten Mischlehre aus zarathustrischen, christlichen und hinduistischen Elementen. So gestaltete Itten als seinen Beitrag zum ersten Bauhaus-Portfolio ein Zitat: 

„Haus des Weissen Mannes: Gruss und Heil den Herzen welche von dem Licht der Liebe erleuchtet und weder durch Hoffnungen auf einen Himmel noch durch Furcht vor einer Hölle irregeleitet werden.“

2011 sollte in München eine geplante Straße nach ihm benannt werden, 2012 wurde dies nach Protesten wegen der Nähe des Mazdaznan zum Nationalsozialismus aber wieder rückgängig gemacht.
Er fand auf dem Friedhof Hönggerberg seine letzte Ruhestätte. 

## Schriften (Auswahl)
- Analysen alter Meister. In: Bruno Maria Adler (Hrsg.): Utopia. Dokumente der Wirklichkeit. Utopia, Weimar 1921.
- Kunst der Farbe. Otto Maier. Ravensburg 1961. (Nachauflagen)
- Mein Vorkurs am Bauhaus, Gestaltungs- und Formenlehre. Otto Maier, Ravensburg 1963 (Nachauflagen).
- Elemente der Bildenden Kunst. Studienausgabe des Tagebuchs. E. A. Seemann, Leipzig 2002, ISBN 3-363-00777-9.
- Bildanalysen. Otto Maier, Ravensburg 1988.
  - Niederländisch: Beeldende kunst in beeld. Analyses van vorm en inhoud. de Bilt, 1990.
  - Französisch: L’étude des oeuvres d’art. De l’art antique à l’art moderne. Paris 1990.

## Filme
- 2018: Johannes Itten – Bauhaus-Pionier, Regie: Marina Rumjanzewa (Dokumentarfilm, SRF Sternstunden, 52 Minuten)